# Таймлесс. Рубінова книга
«Таймлесс. Рубінова книга» — німецький фантастичний фільм для підлітків, що поєднує жанри міської фентезі, мелодрами і темпоральної фантастики. Екранізація однойменного роману Керстін Гір, першого з книжкової серії про Гвендолін Шеферд . Головні ролі виконали Марія Еріх і Яніс Нівенер. Фільм має вікове обмеження 12 +. Прем'єра фільму відбулася 14 березня 2013 року. Продовження фільму - в 2014 році.

## Зміст
Гвендолін Шеферд - юна дівчина, яка проживає в Лондоні. Вона вела цілком звичайне життя, поки не виявила, що успадкувала від своєї прапрабабусі ген мандрівника в часі. Вона опиняється в центрі небезпечних подій, її призначення в тому, щоб замкнути Круг Крові і дізнатися, що таке «Таємниця Дванадцяти». Гвендолін абсолютно не готова до ролі «Рубіна», дорогоцінного каменю, який є символом Гвен. Адже всі думали, що ген успадкувала її кузина Шарлотта Монтроуз, яку готували до виконання важливої місії з самого дитинства. Гвендолін починає свою пригоду в різних роках минулого разом з таким же носієм гена мандрівника Гідеоном де Віллером, символом якого є найміцніший камінь - Алмаз.

## Ролі
| Актор              | Роль              |
| ------------------ | ----------------- |
| Марія Еріх         | Гвендолін Шеферд  |
| Яніс Нівенер       | Гідеон де Віллер  |
| Уве Кокіш          | Фальк де Віллер   |
| Вероніка Феррес    | Грейс Шеферд      |
| Катаріна Тальбах   | Тітка Медді       |
| Лаура Берлін       | Шарлотта Монтроуз |
| Флоріан Бартоломай | Пол де Віллер     |
| Йозефіна Пройсс    | Люсі Монтроуз     |
| Готтфрід Йон       | Доктор Уайат      |
| Костя Ульман       | Джеймс            |
| Дженніфер Лотсі    | Леслі Хей         |

## Продовження
12 квітня 2013 Фелікс Фуксштайнер заявив, що планується продовження, якщо у першого фільму буде 500 тис. глядачів. Але, якщо фільм набере в соборах менше $ 1 000 000, то наступного фільму не буде.
Зйомки продовження фільму почалися 7 жовтня 2013 і закінчилися в перших числах грудня.

## Збори
За всьому світу картина зібрала $ 1 931 896 $.

## Зйомки
Зйомки тривали протягом 42 днів. З 21 лютого по 26 квітня в Мюльхаузені, Айзенаху, Ваймарі, Кельні, Аахені, Юліхе, Кобурге, Бейр та Лондоні. Всі зйомки проводилися на вулицях міст і в оригінальних приміщеннях, від роботи в кіностудії категорично відмовлялися. 
Зйомки для сцен в «залі дракона» відбувалися в залі Вартбурга близько Айзенаха. Більшість сцен в підземних потайних ходів ложі  були зроблені в казематах цитаделі Юліх. Зйомки «Ательє мадам Россіні» було в Кобурзі в замку Калленберг, у тамтешній капелі. Кулісою для «обсерваторії таємницею ложі» служила народна обсерваторія міста Аахена, а на парадному вході Аахенского собору була знята сцена крадіжки хронографа. Двір собору перетворювався на двір штаб-квартири за допомогою історичних ліхтарів, машин з британськими номерами і каретами в різних епохах.
Епізод про Різдво 1942 року, коли Гвендолін і Гідеон проникають в обсерваторію таємницею ложі, режисер Фелікс Фуксштайнер описує так: «Гвен і Гідеон підіймаються сходами в Вартбурзі, потрапляючи в обсерваторію в Аахені, потім Гвен падає з вікна обсерваторії у внутрішній двір Кобурга і проходячи через двері потрапляє в Юліх.»
В одному з місць Кобурга, поблизу тамтешнього замку  в архітектурному готичному стилі, був узятий мотив для дому Монтроуз, де живе сім'я Гвендолін. Там був розташований один з літніх таборів, з якого художники облаштували приміщення для 1994 і 2010 років.
Більшість сцен для школи Гвен «St. Lennox High» відбувалися в Бейрейтській гімназії маркграфиня Дельхельміни під час осінніх канікул 2012 року.
Для першого стрибка Гвендолін в минуле перетворили Бейретську вулицю в Лондон вікторіанського періоду. Для цього довелося прибрати дорожні знаки та сучасні вивіски, а замість цього поставити старовинні ліхтарі, переодягнути людей в середньовічні сукні та костюми і пустити по дорогах карети.
Майданчик для прийому у леді Тілні знімалася в ексклюзивній віллі в місті Айзенах.
«Випадок з каретою», в свою чергу, був знятий в міському лісі Кельна і що найцікавіше, Керстін Гір знялася в одній з сцен, де грала роль звичайної перехожої на задньому плані.
В зйомці в оригінальних місцях Лондона брали участь тільки Марія Еріх, Янніс Нівенер і Лаура Берлін. Там були зняті такі сцени як розмова по телефону Гвен на мості Мілленіум, дорога до школи або зустріч з Гідеоном на Tower Bridge.

## Пісні з саундтрека
Sofi de la Torre — Faster
Sofi de la Torre – Wings
Sofi de la Torre – Recognize me
Sofi de la Torre – Perfect Fall
Sofi de la Torre- Masterpiece

## Знімальна група
- Режисер — Том Бліенінгер, Роберт Марсіньяк, Фелікс Фуксштайнер
- Сценарист — Керстін Гір, Катаріна Шеде
- Продюсер — Том Бліенінгер, Роберт Марсіньяк, Фелікс Фуксштайнер
- Композитор — Філіп Ф. Келмел